# 六合乡 (桂阳县)
六合乡原属湖南省桂阳县下辖乡，2012年4月撤销。六合乡与原四里乡成建制合并设立四里镇。六合乡撤销前行政区划代码431021216；2011年末下辖六合村、阳家村、石龙村、源头村、岩龙村、龙源村、白田村、油井村、西汾村、立新村、饶家村、芹溪村、田心村、复成村、河田村共计15行政村。